# Nishino Takaharu
Nishino Takaharu (西野 貴治 Nishino Takaharu, sinh ngày 14 tháng 9 năm 1993) là một cầu thủ bóng đá người Nhật Bản hiện tại thi đấu ở vị trí hậu vệ cho Gamba Osaka ở J1 League.

## Thống kê sự nghiệp

### Câu lạc bộ
Cập nhật gần đây nhất: 11 tháng 6 năm 2018
| Thành tích câu lạc bộ | Thành tích câu lạc bộ | Thành tích câu lạc bộ | Giải vô địch | Giải vô địch | Cúp                   | Cúp                   | Cúp Liên đoàn | Cúp Liên đoàn | Châu lục | Châu lục  | Khác1   | Khác1     | Tổng cộng | Tổng cộng |
| Mùa giải              | Câu lạc bộ            | Giải vô địch          | Số trận      | Bàn thắng    | Số trận               | Bàn thắng             | Số trận       | Bàn thắng     | Số trận  | Bàn thắng | Số trận | Bàn thắng | Số trận   | Bàn thắng |
| Nhật Bản              | Nhật Bản              | Nhật Bản              | Giải vô địch | Giải vô địch | Cúp Hoàng đế Nhật Bản | Cúp Hoàng đế Nhật Bản | Cúp Liên đoàn | Cúp Liên đoàn | Châu Á   | Châu Á    |         |           | Tổng cộng | Tổng cộng |
| --------------------- | --------------------- | --------------------- | ------------ | ------------ | --------------------- | --------------------- | ------------- | ------------- | -------- | --------- | ------- | --------- | --------- | --------- |
| 2012                  | Gamba Osaka           | J1                    | 0            | 0            | 1                     | 0                     | 0             | 0             | 0        | 0         | -       | -         | 1         | 0         |
| 2013                  | Gamba Osaka           | J2                    | 29           | 3            | 2                     | 0                     | -             | -             | -        | -         | -       | -         | 31        | 3         |
| 2014                  | Gamba Osaka           | J1                    | 12           | 1            | 1                     | 1                     | 8             | 1             | -        | -         | -       | -         | 21        | 3         |
| 2015                  | Gamba Osaka           | J1                    | 3            | 0            | 1                     | 0                     | 4             | 0             | 1        | 0         | 3       | 0         | 12        | 0         |
| 2016                  | Gamba Osaka           | J1                    | 3            | 0            | 0                     | 0                     | 0             | 0             | 1        | 0         | 0       | 0         | 4         | 0         |
| 2017                  | Gamba Osaka           | J1                    | 0            | 0            | 0                     | 0                     | 0             | 0             | 0        | 0         | -       | -         | 0         | 0         |
| 2018                  | Gamba Osaka           | J1                    | 0            | 0            | 0                     | 0                     | 2             | 1             | -        | -         | -       | -         | 2         | 1         |
| Tổng cộng             | Tổng cộng             | Tổng cộng             | 47           | 4            | 5                     | 1                     | 14            | 2             | 2        | 0         | 3       | 0         | 71        | 7         |
| 2017                  | JEF United            | J2                    | 5            | 1            | 0                     | 0                     | -             | -             | -        | -         | -       | -         | 5         | 1         |
| Tổng cộng             | Tổng cộng             | Tổng cộng             | 5            | 1            | 0                     | 0                     | -             | -             | -        | -         | -       | -         | 5         | 1         |
| Tổng cộng sự nghiệp   | Tổng cộng sự nghiệp   | Tổng cộng sự nghiệp   | 52           | 5            | 5                     | 1                     | 14            | 2             | 2        | 0         | 3       | 0         | 76        | 8         |

1 Bao gồm J. League Championship và Siêu cúp Nhật Bản appearances.
Thành tích đội dự bị
| Thành tích câu lạc bộ | Thành tích câu lạc bộ   | Thành tích câu lạc bộ | Giải vô địch | Giải vô địch | Tổng cộng | Tổng cộng |
| Mùa giải              | Câu lạc bộ              | Giải vô địch          | Số trận      | Bàn thắng    | Số trận   | Bàn thắng |
| Nhật Bản              | Nhật Bản                | Nhật Bản              | Giải vô địch | Giải vô địch | Tổng cộng | Tổng cộng |
| --------------------- | ----------------------- | --------------------- | ------------ | ------------ | --------- | --------- |
| 2014                  | J.League U-22 Selection | J3                    | 2            | 0            | 2         | 0         |
| 2015                  | J.League U-22 Selection | J3                    | 1            | 0            | 1         | 0         |
| 2016                  | U-23 Gamba Osaka        | J3                    | 17           | 1            | 17        | 1         |
| 2017                  | U-23 Gamba Osaka        | J3                    | 4            | 0            | 4         | 0         |
| 2018                  | U-23 Gamba Osaka        | J3                    | 10           | 0            | 10        | 0         |
| Tổng cộng sự nghiệp   | Tổng cộng sự nghiệp     | Tổng cộng sự nghiệp   | 34           | 1            | 34        | 1         |

## Danh hiệu
Gamba Osaka
- J. League Division 1 - 2014
- J. League Division 2 - 2013
- Cúp Hoàng đế Nhật Bản - 2014, 2015
- J. League Cup - 2014